# Agasyllis
Agasyllis – rodzaj roślin z rodziny selerowatych (Apiaceae). Jest to takson monotypowy obejmujący tylko gatunek Agasyllis gummifera (L.) Spreng. ex Dierb. Występuje on w rejonie Kaukazu.